# Стругов, Эдуард Михайлович
Эдуард Михайлович Стругов (род. 7 марта 1972, Староласпа, Донецкая область, СССР) — российский топ-менеджер и предприниматель, один из основателей российского фондового рынка, эксперт в области трансформации социально-экономических систем. Основатель социально-ориентированной экосистемы WhatsBetter. Основоположник концепции экономической сверхпроводимости и сторонник идеи нового социально-экономического уклада — социального капитализма.

## Биография
Родился 7 марта 1972 года в Староласпе. В 1989 году окончил Староласпинскую школу.
В 1996 году окончил Московский государственный агроинженерный университет им. В. П. Горячкина по специальности «инженер-механик».
В 2011 году окончил МГУ им. Ломоносова по специальности деловое администрирование по программе Executive MBA.
В 2011 году проходил стажировку в Northeastern University оп специальности Executive MBA.

## Карьера
Один из создателей фондового рынка в России в середине 1990-х: принимал участие в разработке законов о фондовом и финансовом рынках, руководил ИТ-разработками, которые легли в основу Московской и Бакинской фондовых бирж и ряда других проектов.
Позже он возглавлял Московскую финансово-фьючерсную биржу. В 1997 году создал ИТ-компанию «Софтпром», которая занималась разработкой и внедрением систем управления для Газпрома, РЖД, АМО «ЗиЛ», Вимм-Билль-Данн, Минсельхоза РФ и других заказчиков. В 2003 году Эдуард продал свою долю в компании.
В начале 2000-х сфокусировался на проектах повышения эффективности государственного управления, корпоративных и отраслевых реформ. В статусе советника вице-мэра Москвы Валерия Шанцева разрабатывал стратегию формирования бюджетной политики Москвы с целью повышения эффективности использования бюджетных средств. Принимал участие в создании казначейства г. Москвы. Разрабатывал программу развития АМО «ЗиЛ» и реформировал работу актива. В качестве советника по реформе Министерства путей сообщения РФ участвовал в создании ОАО «РЖД», входил в Совет директоров компании.
В середине 2000-х развивал собственный бизнес-проект, связанный с импортом экологически чистых продуктов питания.
В 2008 году руководил разработкой долгосрочной стратегии развития ОАО «СУЭК» на российском и международных рынках, реализовывал план экстренных антикризисных мер по преодолению последствий мирового финансово-экономического кризиса в угольной отрасли.
В 2009—2011 годах возглавлял департамент корпоративного управления и развития государственной корпорации «Объединенная судостроительная компания», участвовал в разработке стратегии развития российской судостроительной отрасли. Руководил созданием группы компаний «Техношельф», занимающейся развитием технологий для освоения шельфовых нефтегазовых месторождений. Входил в состав Совета директоров ССЗ «Красные Баррикады».
В последние годы Эдуард занимается развитием собственного технологического проекта WhatsBetter.me. Цель цифровой экосистемы — трансформация базовых экономических механизмов взаимодействия производителей и потребителей в цифровой среде. Для решения этой задачи в экосистеме WhatsBetter.me реализованы альтернативные принципы взаимодействия экономических субъектов: технология искусственного интеллекта для извлечения и обработки человеческого опыта, многокритериальная рейтинговая система, социальная сеть мгновенного обмена опытом, технологии решения проблем и др. Совокупность технологий позволяет решить проблему любого экономически обусловленного выбора в интернете «в один клик» и обеспечить нулевую стоимость стыковки спроса и предложения в цифровой среде.